# Запобіжний тупик
Запобі́жний тупи́к — тупикова колія на залізниці, призначена для запобігання виходу рухомого складу на маршрути проходження поїздів. На автодорогах — похила, спрямована під гору ділянка автомобільної дороги, призначена для запобігання аварії автомобіля в якого відмовили гальма.